# Manfred Buchwald
Manfred Harald Buchwald (* 31. Juli 1936 in Oberhausen; † 30. Juni 2012 in Landsberg am Lech) war ein deutscher politischer Journalist und promovierter Historiker. Bis zu seinem Rücktritt als Intendant des Saarländischen Rundfunks im Jahre 1996 hatte er zahlreiche Schlüsselpositionen in unterschiedlichen Massenmedien inne. Danach arbeitete er als freier Publizist.
Buchwald galt während seiner Medienkarriere als unkonventioneller Ideengeber mit mutigen Konzepten und war ein beständiger Kritiker der konzerngelenkten multimedialen Entwicklung, die sich zunehmend einer demokratischen Kontrolle entziehe.
Sein berufsethisches Credo definierte Buchwald so: „Ein Journalist ist nicht gut, wenn er rot oder schwarz ist, sondern er ist gut, wenn er Journalist ist.“

## Leben
In seiner Jugend zog Buchwald häufig um und besuchte Schulen in Essen, Berlin und Fredeburg. 1958 legte er in Oberhausen sein Abitur ab. Seit 1959 arbeitete Buchwald als freier Mitarbeiter in der Lokalredaktion Oberhausen der Neuen Ruhr Zeitung. Anschließend studierte er in Münster und Kiel Neuere Geschichte und Literaturwissenschaft. Parallel begann er eine Ausbildung beim Südwestfunk in Baden-Baden und Mainz, die er 1962 abschloss.  Anschließend arbeitete er als Redakteur für Landespolitik beim Südwestfunk in Mainz. 1964 promovierte er in Kiel mit dem Thema Das Kulturbild Amerikas im Spiegel deutscher Zeitungen und Zeitschriften 1919–1931. Von 1965 bis 1980 war er Abteilungsleiter und stellvertretender Hauptabteilungsleiter Fernsehen beim Südwestfunk Landesstudio Rheinland-Pfalz in Mainz. Als Moderator und Kommentator bei der ARD war er bis 1996 tätig. Von 1978 bis 1981 war er Vorsitzender des Deutschen Journalisten Verbandes (DJV).
In der ARD war er von 1981 bis 1983 Chefredakteur der ARD-Tagesthemen, von 1983 bis 1988 Chefredakteur Fernsehen des HR und von 1989 bis 1996 Intendant des SR in der Nachfolge von Hubert Rohde. Während seiner Amtszeit beim Saarländischen Rundfunk baute er vor allem das Fernsehprogramm sowie das SR 2 Kulturradio aus.  Auf seine Initiative hin wurde die allabendliche 15-minütige Nachrichtensendung 3direkt (heute: aktuell) gestartet. Zudem führte er Saartext, das Videotextprogramm des SR, ein. Ein weiterer Schwerpunkt seiner Arbeit war die grenzüberschreitende Kooperation mit Radios in Luxemburg und Frankreich. Im Anschluss an seine Intendantentätigkeit erhielt Buchwald eine Honorarprofessur an der FU Berlin.
Buchwald lebte in Fuchstal im Landkreis Landsberg am Lech in Oberbayern. 2012 starb er dort nach langer schwerer Krankheit im Alter von 75 Jahren.

## Veröffentlichungen
- Manfred Buchwald (Hrsg.). In bester Verfassung? – Anmerkungen zum 40. Geburtstag des Grundgesetzes. Bleicher, Gerlingen 1989. ISBN 978-3-88350-024-9
- Manfred Buchwald. Medien-Demokratie. Auf dem Weg zum entmündigten Bürger. Aufbau Taschenbuch Verlag, Berlin 1997. ISBN 978-3-7466-8508-3